# メキシコのカトリック

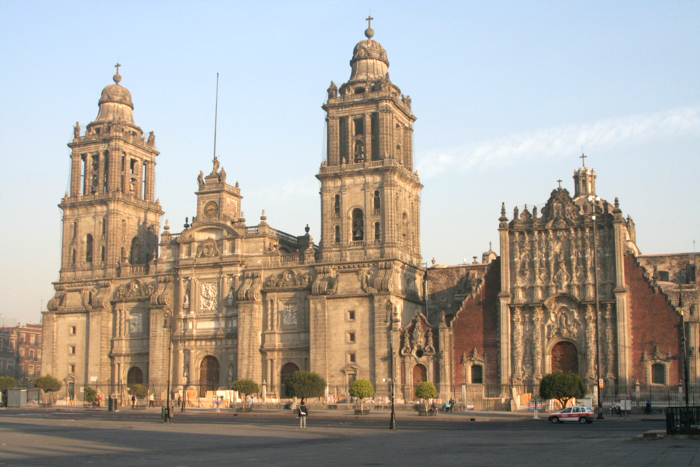
メキシコシティ・メトロポリタン大聖堂

メキシコのカトリックではメキシコにおけるローマ・カトリック教会について記述する。

## カトリック人口
現在では全人口の約91%がカトリック信徒であるとされる。スペイン語圏において、メキシコは最もカトリック人口の多い国である。

## 歴史
メキシコでのカトリック教会の歴史は、スペイン人入植に始まる。教皇レオ10世はアステカ帝国に宣教師を派遣することを決め、彼らはセビリアからメキシコに出発した。その後は先住民にも布教活動が進められ、抵抗する人々は虐殺された。たとえ先住民が改宗しても、スペイン人たちは彼らを対等には扱わなかった。
20世紀になるとメキシコのカトリック教会は苦難の運命を辿る事となった。
1924年に大統領となったプルタルコ・エリアス・カリェスは無神論者であった事から明確に反カトリックの政策を実行し、教会や神学校を閉鎖しようとした。これにカトリック信徒が抵抗した事からカリェス大統領は軍隊を出動させる決断をして流血沙汰となった。これは後にクリステロ戦争と呼ばれるようになった。30年代にも教会が国家権力に対して介入してくることを嫌がったラサロ・カルデナス大統領は教会財産を国有化すると宣言した。これに対して「シナルキスタ」という親カトリックの組織が作られ、大統領に抵抗した。ちなみに、英国の小説家グレアム・グリーンはこの時代を舞台に『権力と栄光』を書いた。
教皇ヨハネ・パウロ2世は1979年、1990年、1993年、1999年、2002年と5回もメキシコを公式訪問している。